# Stan Strickland
Stanley „Stan“ Strickland (* 23. Februar) ist ein amerikanischer Jazzmusiker (Saxophon, Flöte, Gesang, Komposition).

## Leben und Wirken
Strickland wuchs in Springfield (Ohio) auf und begeisterte sich für die Musik von Muddy Waters und Lead Belly ebenso wie für die Ansätze von John Coltrane und Thelonious Monk. Er studierte drei Jahre lang Chemie als Hauptfach an der Central State University in Wilberforce (Ohio), bevor er einen Master-Abschluss in Expressive Arts Therapy am Lesley College erwarb.
Seit 1970 ist Strickland auf der Szene aktiv und nahm zunächst mit Sonny Sharrock in der Gruppe Brute Force auf, dann auch Platten mit Baird Hersey und Paul Gresham. Weiterhin gehörte er zu den Bands von Marty Ehrlich und Charlie Kohlhase. Später nahm er Alben mit Laszlo Gardony und Bob Moses auf. Weiterhin arbeitete er mit dem Boston Pops Orchestra, Take 6, Herbie Mann, Marlena Shaw, Pharoah Sanders, Danilo Perez sowie Yusef Lateef und leitete seine Gruppen Stan Strickland & Ascension und das Stan Strickland Trio.
Strickland lehrt als Associate Professor am Berklee College of Music und ist Co-Direktor von Express Yourself, einem multidisziplinären Team von Künstlern, das Jugendliche in öffentlichen psychiatrischen Einrichtungen unterstützt.

## Preise und Auszeichnungen
Strickland erhielt 1991 den Martin Luther King Music Achievement Award der Stadt Boston, 1994 den Cambridge Favorite Musician Award und 1996 eine Auszeichnung des Massachusetts State House für vorbildliche Dienste für psychisch Kranke.